# Let L-200 Morava
Let L-200 Morava – czechosłowacki dwusilnikowy samolot dyspozycyjny i komunikacyjny z lat 60. XX wieku, produkowany w zakładach Let w latach 1957-1964 (367 sztuk).

## Rozwój
Czechosłowackie zakłady Let w Kunovicach (w latach 1957-1967 noszące nazwę SPP - Zakład Pierwszej Pięciolatki), produkowały w latach 50. dwusilnikowy samolot dyspozycyjny Ae 45 na licencji firmy Aero. W 1955 utworzono w nich własne biuro konstrukcyjne, kierowane przez inż. Ladislava Smrčeka, w którym zdecydowano opracować własny, nowocześniejszy samolot podobnej klasy. Początkowo zamierzano użyć do napędu nowych silników rzędowych M-337 (moc 210 KM), lecz ponieważ nie były jeszcze gotowe, prototyp został wyposażony w słabsze silniki Walter Minor 6-III (moc 160 KM).
Pierwszy prototyp, o oznaczeniu XL-200 (OK-LNA), został oblatany 9 kwietnia 1957. Ukończono następnie drugi prototyp (OK-LNB) oraz płatowiec do badań statycznych. Samolot wyróżniały eleganckie, smukłe linie. W tym samym roku jeszcze wyprodukowano 10 przedseryjnych samolotów, oznaczonych L-200. Jeden z nich przeszedł próby państwowe w 1958, po czym zdecydowano skierować samolot do produkcji, z silnikami M-337. Jeden z L-200 przebudowano następnie na prototyp wariantu seryjnego L-200A. 

Silnik Walter M-337 eksponowany w MLP w Krakowie

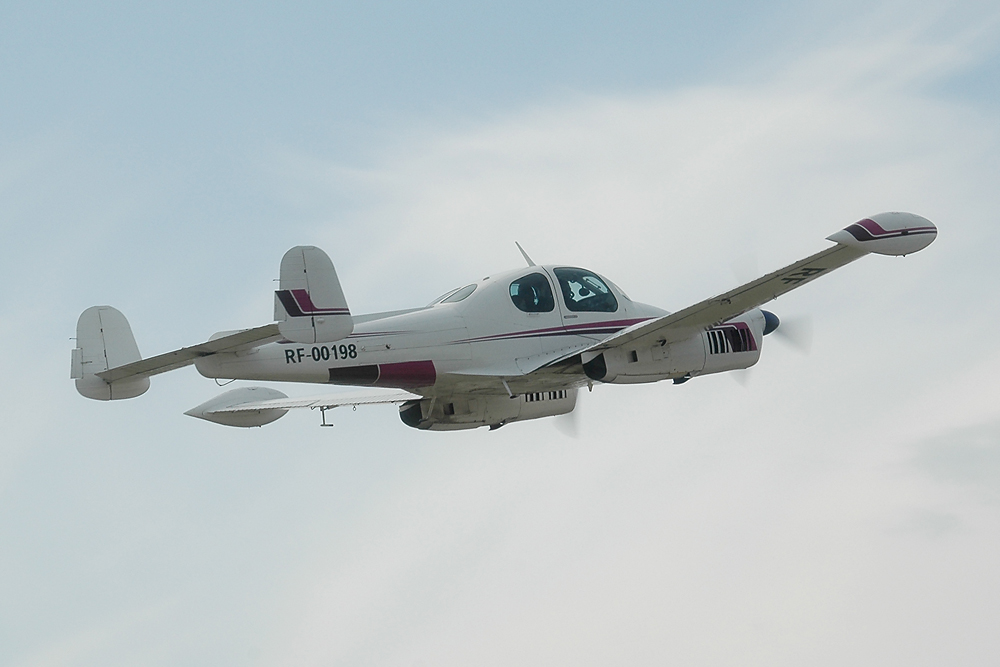
Let L-200D Morava

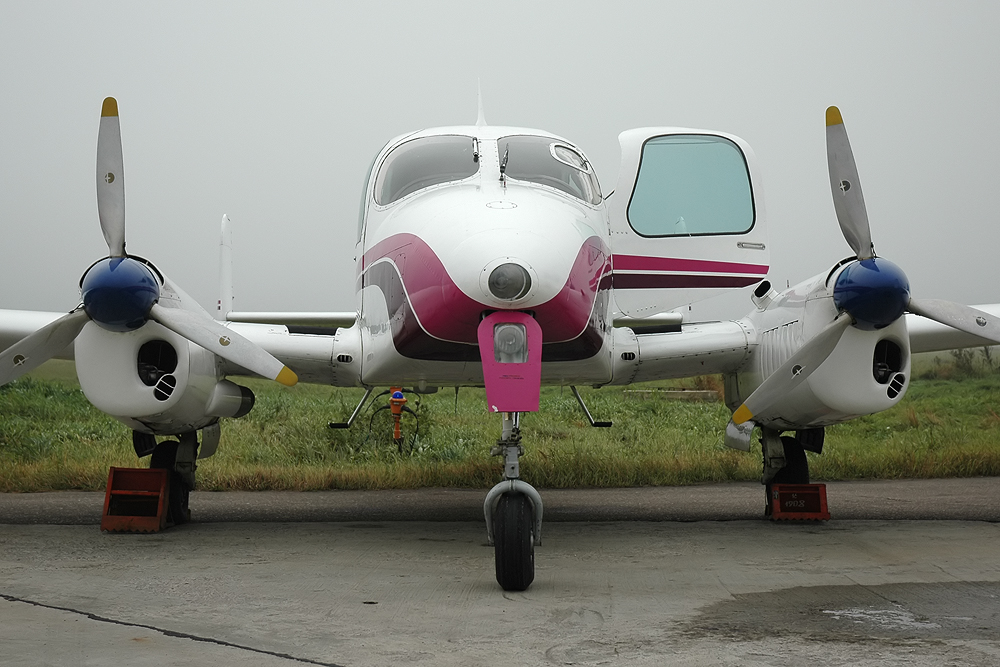
Let L-200D Morava

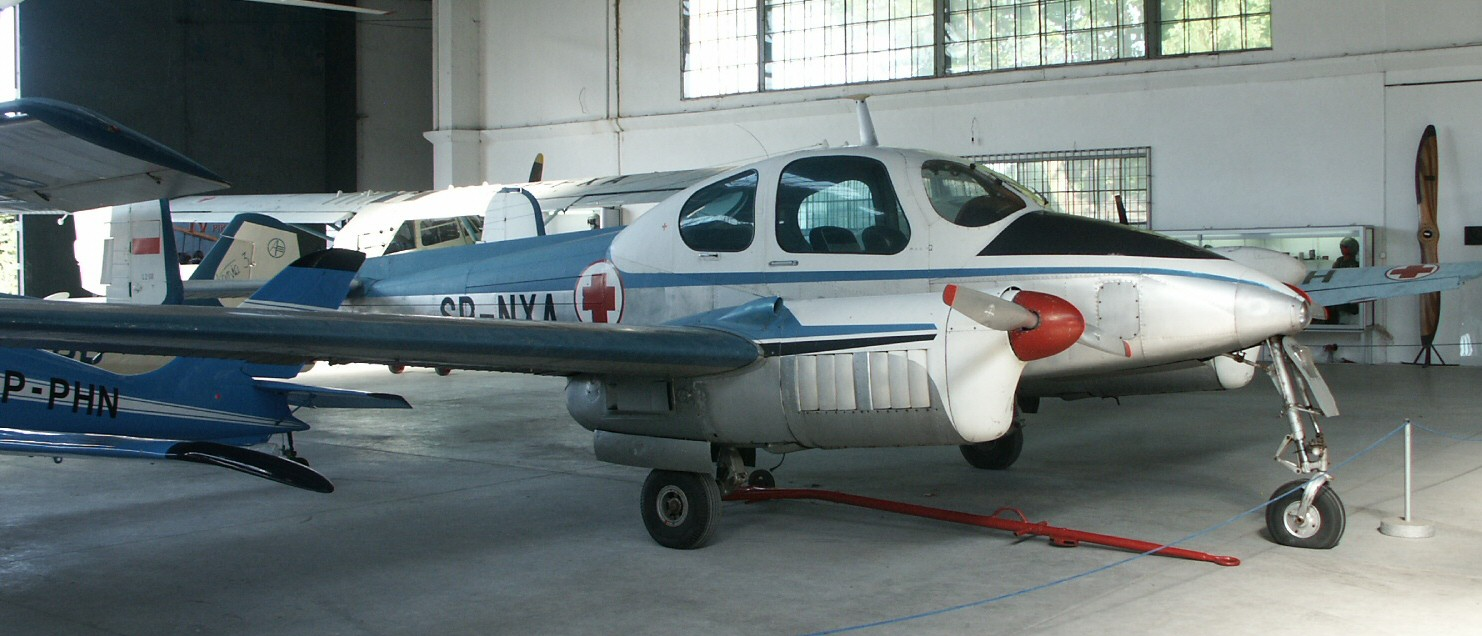
L-200A Morava polskiego lotnictwa sanitarnego w Muzeum Lotnictwa Polskiego w Krakowie

Oprócz wyeliminowania początkowych usterek, różnic w stosunku do samolotów przedseryjnych było niewiele, m.in. zastosowano dwułopatowe śmigła o zmiennym skoku V-410, nieco zmieniono kształt usterzenia i wydłużono gondole silników. W lipcu 1959 zaprezentowano L-200 na salonie lotniczym w Paryżu. Jesienią 1959  samolot otrzymał docelowe silniki M-337, po czym ukończył próby państwowe w lipcu 1960. Pierwszy seryjny samolot L-200A (OK-OEA) oblatano 27 lutego 1960.
Modeli L-200B i C nie produkowano (miały to być wersje dostosowane do norm zachodnich). Drugim modelem produkcyjnym był L-200D, zmodyfikowany stosownie do wymagań radzieckich linii Aerofłot. Zastosowano w nim przede wszystkim trójłopatowe śmigła V-506 o mniejszej średnicy (w celu zwiększenia prześwitu od ziemi na gruntowych lotniskach; były one również cichsze). Wprowadzono też dodatkowe wyposażenie, jak filtry przeciwpiaskowe i bogatsze wyposażenie nawigacyjne. Prototyp tej wersji, przebudowany z prototypu L-200A, testowano w latach 1960-1963.  
Do 1964 zbudowano 367 L-200 wszystkich wersji, w tym 3 prototypy i 197 L-200D (ponadto do standardu L-200D przebudowano 8 L-200A i prototyp L-200A). 5 samolotów zmontowano na licencji z części przez Libis w Jugosławii.
Dalszym rozwinięciem był 6-miejscowy (1+5) L-210 (znany też jako L-201), którego prototyp przebudowano z L-200D w 1966 (OK-PHB), napędzany silnikami M-338 (245 KM), lecz nie został on zamówiony przez linie lotnicze i nie wszedł do produkcji.

## Użycie
Samoloty przedseryjne L-200 rozdzielono dla testów pomiędzy różnych użytkowników: 5 dla czechosłowackich linii Agrolet (OK-MEA - MEE), 2 dla lotnictwa wojskowego i 2 dla radzieckich linii Aerofłot (z tego jeden sanitarny).
Największym użytkownikiem Morav był Aerofłot, gdzie używano ich jako powietrznych taksówek. Użytkował on 68 L-200A i 113 L-200D, ostatnie dostawy miały miejsce w 1966. Pod koniec lat 70. jednak wycofano większość z tych samolotów, w ramach tendencji do użytkowania jedynie sprzętu radzieckiego. Kilka Morav zagrało w radzieckich filmach wojennych rolę niemieckich myśliwców Messerschmitt Bf 110, nieco do nich podobnych.
Około 100 Morav było używanych w czechosłowackim lotnictwie cywilnym, głównie aeroklubach Svazarmu (ok. 50), liniach lotniczych Agrolot (od 1969: Slov-Air) i ČSA (45, z tego 30 L-200D) i firmach, jak np. Škoda do celów dyspozycyjnych. Używano ich też jako sanitarnych. 20 używano w czechosłowackim lotnictwie wojskowym (z tego 16 L-200A), głównie do treningu. Około 50 sprzedano do Polski, gdzie używano ich głównie w lotnictwie sanitarnym, a także  aeroklubach. W latach 1972–73 odkupiono kilkadziesiąt egzemplarzy od ZSRR. Morava zakupiona w 1961 roku przez Ministerstwo Górnictwa dla kombinatu w Turowie (znaki SP-NAA) była pierwszym powojennym samolotem dyspozycyjnym w Polsce używanym przez przemysł. W latach 70. Morava stała się najliczniej używanym samolotem dyspozycyjnym w Polsce.
W innych krajach używano mniejszych ilości Morav. Ogółem 144 L-200A wyeksportowano do 14 krajów: Australii, Argentyny, Kuby, Węgier, RFN, Wielkiej Brytanii, Egiptu, Indii, Włoch, Polski, RPA, ZSRR i Jugosławii. L-200D eksportowano do Bułgarii, Kuby, Egiptu, Francji, Węgier, NRD, Wielkiej Brytanii, Indii, Indonezji, Włoch, Polski, Szwajcarii, Szwecji, ZSRR i Jugosławii.
Małe ilości Morav są wciąż (2008) używane, głównie w Czechach, Słowacji i Polsce.